# (6729) Emiko
(6729) Emiko (1991 VV2) – planetoida z grupy pasa głównego asteroid okrążająca Słońce w ciągu 4,19 lat w średniej odległości 2,6 j.a. Odkryta 4 listopada 1991 roku.